# تانگ شیجینگ
تانگ شیجینگ (انگلیسی: Tang Xijing؛ زادهٔ ۳ ژانویهٔ ۲۰۰۳) ژیمناست هنری اهل چین است.